# Тосканский дворец

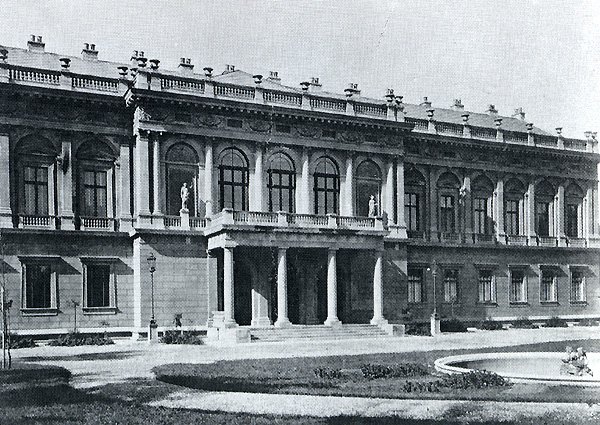
Тосканский дворец. Около 1900

Тосканский дворец (нем. Palais Toskana) — несохранившийся дворец в Вене. Располагался в по улице Аргентиниерштрассе в районе Виден.

## История
Тосканский дворец был построен в 1867 году для эрцгерцога Леопольда Сальватора Австрийского. Архитектор неизвестен; оформлением фасада возможно занимался Карл Тиц. Дворец был до четырёх этажей высотой и был построен в неоклассическом стиле с изысканной фигурной отделкой в средней части. В задней части дворца был большой сад, который простирался до дворца Ротшильдов. В 1908 году эрцгерцог переехал с семьёй во дворец Вильгельминенберг, а Тосканский дворец передал в аренду. Во время Второй мировой войны Тосканский дворец получил повреждения. Потомки эрцгерцога не могли позволить себе затратный ремонт. Дворец был снесён в 1946 году, а земельный участок продан государству. На протяжении десятилетий расположение дворца использовалось в качестве автостоянки сотрудниками общественной телекомпании ORF. В настоящее время на месте Тосканского дворца находится современное офисное здание Тосканахоф.